# Station Vernawahlshausen
Station Vernawahlshausen (Haltepunkt Vernawahlshausen) is een spoorwegstation in de Duitse plaats Vernawahlshausen in de gemeente Wesertal in de deelstaat Hessen. Het station werd op 15 januari 1878 aan de spoorlijn Ottbergen - Northeim (Sollingbahn). Op 15 augustus 1910 werd de spoorlijn Göttingen - Bodenfelde geopend en werd de halte verplaatst naar de huidige locatie, op het punt waar beide lijnen samenkomen (maar geen wissels zijn). In 1976 werd de halte langs de Sollingbahn gesloten, het voormalige perron is nog deels zichtbaar.

## Indeling
Het station heeft één zijperron, die niet is overkapt maar voorzien van abri's. Dit perron is een voormalig eilandperron, hierdoor is het perron te bereiken via een voetgangerstunnel vanaf de straat Bahnhofsweg. Tot 1971-1972 stond op dit eilandperron het stationsgebouw van Vernawahlshausen.

## Verbindingen
De volgende treinserie doet het station Vernawahlshausen aan:
| Serie | Treinsoort                  | Route | Bijzonderheden                                                                       |
| ----- | --------------------------- | --- | ------------------------------------------------------------------------------------ |
| RB 85 | Regionalbahn (NordWestBahn) | Ottbergen – Lauenförde-Beverungen – Bodenfelde – Vernawahlshausen – Offensen (Kr Northeim) – Adelebsen – Göttingen | Oberweser-Bahn eenmaal per twee uur in het weekend, gekoppeld in Ottbergen aan RB 84 |